# 맥 세네트
맥 세넷(Mack Sennett, 1880년 1월 17일 ~ 1960년 11월 5일)은 미국의 영화 감독, 영화 제작자, 배우, 각본가, 촬영 감독, TV 사회자, 작곡가이다.

## 영화
- 헐리우드 가는 길 (1947년)
- 올 나이트 롱 (1924년)
- 아워 데어-데블 치프 (1915년)
- 라운더스 (1914년)
- 매스쿼레이더 (1914년)
- 마벨의 바쁜 날 (1914년)
- 코트 인 어 카바레 (1914년)
- 생계 (1914년)
- 틸리스 펑처드 로맨스 (1914년)
- 베니스에서의 어린이 자동차 경주 (1914년)
- 마벨스 스트레인지 프레디커먼트 (1914년)
- 소나기 사이에 (1914년)
- 영화광 (1914년)
- 찰리의 오락 (1914년)
- 히스 페이버릿 패스타임 (1914년)
- 스타 하숙생 (1914년)
- 마벨의 운전 (1914년)
- 20분의 사랑 (1914년)
- 비 오는 날에 (1914년)
- 바쁜 날 (1914년)
- 운명의 나무망치 (1914년)
- 허 프렌드 더 밴디트 (1914년)
- 녹아웃 (1914년)
- 마벨스 매리드 라이프 (1914년)
- 웃음 가스 (1914년)
- 소도구 담당 (1914년)
- 페이스 온 더 바 룸 플로어 (1914년)
- 레크리에이션 (1914년)
- 그의 새로운 일 (1914년)
- 새로온 수위 (1914년)
- 사랑의 아픔 (1914년)
- 더그 앤 다이너마이트 (1914년)
- 무례한 신사들 (1914년)
- 히스 뮤지컬 커리어 (1914년)
- 히스 트리스팅 플레이스 (1914년)
- 게팅 어퀘인티드 (1914년)
- 그의 지나간 시대 (1914년)
- 혹독한 사랑 (1914년)
- 더 투어리스츠 (1912년)
- 세 자매 (1911년)